# Ole Crumlin-Pedersen
Ole Crumlin-Pedersen, född 24 februari 1935 i Hellerup, död 14 oktober 2011, var en dansk marinarkeolog, grundare av Vikingaskeppsmuseet i Roskilde och pionjär inom medeltida marinarkeologi.

## Biografi
Ole Crumlin-Pedersen var son till generaldirektören Gunnar Pedersen (1905–1997) och Herdis G.M. Wohlleben (född 1907). Redan under sina sista skolår var han intresserad av marinarkeologi. 1954 utexaminerades han från Aurehøj Gymnasium i Gentofte. Därefter studerade han maskinteknik med inriktning mot skeppsbyggnad. Under studietiden, 1956, kunde han övertyga Danska Nationalmuseet om att de skeppsdelar som hittats i Roskildefjorden var från vikingatiden och därmed startade projektet som sex år senare ledde till bärgningen av vraken efter fem vikingaskepp. Fartygen är nu kända som ”Skuldelevskeppen”. 1960 avslutade han sina studier och blev teknisk chef i vrakprojektet. 
Mellan 1962 och 2002 var han anställd på Danska Nationalmuseet, från 1965 till 1993 som chef för det skeppshistoriska laboratoriet. Sitt författarskap och forskning inom det skeppshistoriska området, som börjat med dokumentationen av bärgningen av vikingaskeppen, fortsatte han under hela sitt liv. Han ägnade sig också åt experimentell arkeologi genom byggandet av repliker av vikingaskepp. När ”Vikingeskibshallen” öppnade i Roskilde 1965 var han dess första direktör, en ställning som han innehade till 1985. 
Från 1993 till 2000 var han i Roskilde chef för ”Institutet för maritim arkeologi” vid Danska Nationalmuseet. Han var också hedersprofessor vid Aarhus Universitet från 1997 till 2002. Köpenhamns universitet tilldelade honom en hedersdoktortitel 2001; av den danska drottningen fick han 2010 Dannebrogorden. Han var också medlem av Deutsches Archäologisches Institut.